# 関守三郎
関 守三郎（せき もりさぶろう、1908年（明治41年）7月 - 1990年（平成2年）8月7日）は、日本の外交官。外務省経済局長、駐スペイン特命全権大使、駐メキシコ特命全権大使、アジア生産性機構事務総長、外務省顧問。

## 人物・経歴
新潟県長岡市出身。1926年第四高等学校理科乙類入学許可取消。1929年東京商科大学（現一橋大学）予科修了。1932年同大学本科卒業。山岳部出身。
在英国大使館外務書記生、在ドイツ大使館外交官補、外務省通商局事務官、在中華民国大使館三等書記官、上海領事兼支那派遣軍渉外審判所検察官、徐州総領事等を経て、1945年中華民国三級同光勲章受章。同年外務省政務局第三課長。1946年終戦連絡中央事務局第二部第二課長。
貿易庁輸出局化学課長兼農水産課長を経て、1949年通商産業省通商局輸出課長。1951年在ニューデリー日本政府在外事務所所長。外務省国際協力局次長、外務省参事官（外務大臣官房審議室付）等を経て、1956年在シドニー日本国総領事館総領事。1959年外務省経済局経済協力部長。1961年外務省経済局長。1963年外務省大臣官房審議官。
同年特命全権大使スペイン国駐箚。1967年特命全権大使タイ国駐箚。1968年特命全権大使メキシコ国駐箚兼ハイティ国駐箚。1970年兼ホンデュラス国駐箚。同年に退官後、アジア生産性機構事務総長。1978年勲二等旭日重光章受章。同年外務省顧問としてホセ・ロペス・ポルティーヨメキシコ合衆国大統領夫妻首席接伴員。1990年叙正三位。

## 親族
妻は木村惇元京都府知事の長女瑠璃。